# She and Her Cat
She and Her Cat (彼女と彼女の猫 Kanojo to Kanojo no Neko?) este o animație video originală japoneză din 1999 scrisă și regizată de Makoto Shinkai. Este o scurtă poveste despre relația unui motan cu stăpâna lui, povestită din prespectiva motanului. Acest scurtmetraj este prima lucrare regizată de Makoto Shinkai.

## Moștenire

### Roman
Un roman care adaptează filmul original a fost lansată pe 21 iunie 2013 de către Kanzen O traducere în limba română intitulată Ea și pisica ei a fost lansată în 2022, iar în aceasta au fost anunțate traducerile romanelor Vreau să-ți mănânc pancreasul și Am avut din nou același vis pentru prima oară de editura Alice Books.

### Serial anime
Un serial anime care adaptează povestea originală a fost anunțat în ianuarie 2016 în ediția din februarie a revistei Newtype a lui Kadokawa Shoten. Serialul a fost produs de Liden Films Kyoto Studio și regizat de Kazuya Sakamoto. A fost difuzat în perioada 4 martie - 25 martie 2016 pe canalul Tokyo MX. Crunchyroll a licențiat serialul global, cu excepția Asiei. În Japonia, serialul a fost lansat pe Blu-Ray și DVD pe 18 mai 2016 și conținea o „ediție completă” cu conținut extra și o introducere de 90 de secunde. Această ediție a primit o lansare cinematografică în perioada 21 - 27 mai 2016 la cinematograful Tollywood din Shimokitazawa, Tokio.

### Manga
O versiune manga de Tsubasa Yamaguchi care adaptează serialul a fost anunțată în ediția din martie 2016 a revistei Monthly Afternoon a lui Kodansha și a început serializarea în ediția din aprilie 2016, care a fost lansată în februarie 2016. Și-a finalizat serializarea în mai 2016. Singurul său volum a început tipărirea pe 23 august 2016.